# Статуты Адаларда

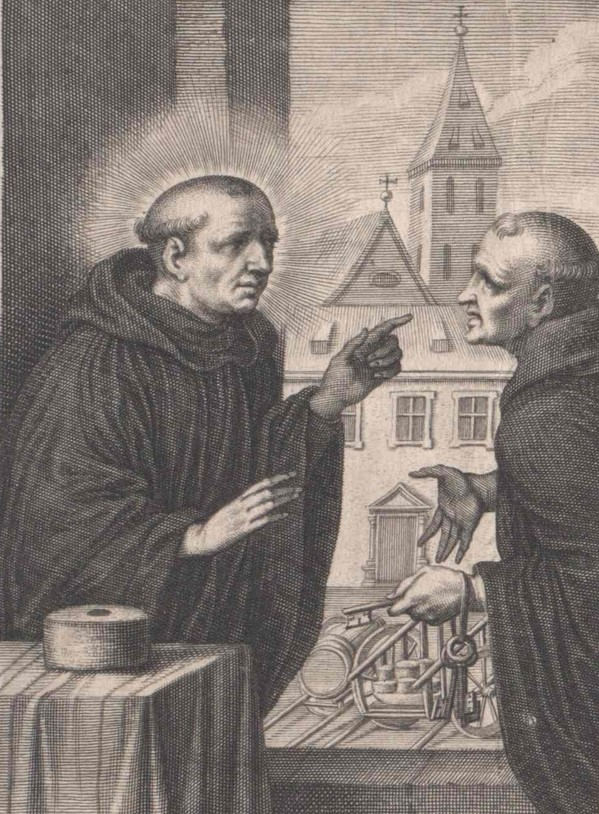
Святой Адалард Корбейский

Статуты Адаларда (Адальгарда) (лат. Statusa antiqua abbatiae Santi Petri Corbeiensis) — устав монастырского хозяйства, составленный франкским аббатом Адалардом Корбейским. Он был родственником Карла Великого и во время его правления пользовался покровительством со стороны властей. После того как франкским королём стал Людовик Благочестивый, впал в немилость и был отстранён от управления аббатством Корби. В 822 году принял участие в основании «нового Корби» — саксонского аббатства Корвей.     

## Характеристика
Для организации управления хозяйственной жизнью аббатства Корвей в январе 822 года была составлена специальная инструкцию, ставшая со временем важным источником для изучения экономической жизни крупных средневековых монастырей, ведения сельского хозяйства эпохи Каролингов. В «Статутах» дана детализированная картина устройства экономического уклада, описаны источники доходов и учреждения (ремесленные мастерские, богодельня, мельницы, пивоварни, огороды, фруктовые сады, натуральные поборы, взымаемые с крестьян, доходы с земельной собственности). В отличие от полиптихов (описей имущества и доходов, прежде всего церковных владений), в работе Адаларда отсутствуют сведения о размерах монастырского хозяйства. Представленные в «Статутах» сведения о численном составе монашеской общины позволяют сопоставить с общей картиной ресурсной базы хозяйства. Число монахов и других «нахлебников» колебалось от 300 до 400 человек. Ещё около 150 безземельных дворовых (провендарии) выполняли различные административные функции, привлекались к работам. В мастерских были задействованы работники, которые занимались также земледельческими работами, что было характерно для экономических реалий эпохи классического феодализма. Несмотря на то, что устав является примером ведения натурального хозяйства, небольшая часть продукции продавалась.    